# Wannersdorfer Bach
Der Wannersdorfer Bach, auch Kimmelsdorfer Bach und im Unterlauf Saaggrabenbach genannt, ist ein Bach im Bezirk Braunau am Inn im Innviertel in Oberösterreich. Er zählt zu den drei Hauptzubringern des Seeleitensees.

## Geographie

### Verlauf
Der Wannersdorfer Bach entspringt zwischen den Ortschaften Meindlsberg und Arnstetten (Gemeinde Eggelsberg) und fließt zu Beginn in waldfreier Gegend Richtung Süden. Nach gut einem halben Kilometer Fließstrecke tritt der Bach in einen kleinen Wald ein und nimmt dabei von links einen kurzen Graben auf, der südlich von Arnstetten entsteht. Nach dessen Aufnahme ändert er seine Fließrichtung nach Südwesten und tritt in die Ortschaft Kimmelsdorf (Gemeinde Moosdorf) ein. In diesem Abschnitt wird der Bach auch oft als Kimmelsdorfer Bach bezeichnet. Hier nimmt der Bach von links einen kleinen Zubringer auf und macht darauf einen Bogen in westliche Richtung, wobei er von rechts einen weiteren kleinen Nebenbach aufnimmt. Der Wannersdorfer Bach fließt nun in nordwestliche Richtung, durchfließt die namensgebende Ortschaft Wannersdorf (Gemeinde Eggelsberg) und nimmt von links einen kurzen Nebenfluss auf. Nach der Aufnahme des rechtsseitig zufließenden Höpflinger Bachs, der seinen größten Nebenfluss bildet, macht der Wannersdorfer Bach einen Bogen nach Westen, bis er bei Ibm (Gemeinde Eggelsberg) einen weiteren Bogen nach Süden macht. Er durchfließt zunächst den Ort Ibm in südliche Richtung, wobei er parallel zum westlicher fließenden Ibmerbach fließt. Der Wannersdorfer Bach verlässt anschließend Ibm, tritt dabei in eine moorige Landschaft ein und mündet gut einen Kilometer südlich von Ibm in den Seeleitensee, wobei er zu dessen größeren Zubringern zählt.

### Zuflüsse
- Graben aus Arnstetten (links), südlich von Arnstetten
- Graben aus Kimmelsdorf (links), bei Kimmelsdorf
- Graben aus Habersdorf (rechts), bei Kimmelsdorf
- Graben aus Wannersdorf (links), bei Wannersdorf
- Höpflinger Bach (rechts), bei Wannersdorf

### Einzugsgebiet
Nächstgelegener Bach, der über ein anderes Flusssystem entwässert ist der Fillmannsbach, der nordöstlich entspringt und über die Enknach zum Inn fließt.